# Lena Beronius Jörpeland
Lena Christin Beronius Jörpeland, född 18 december 1959 i Järfälla södra kyrkobokföringsdistrikt, Stockholms län, är en svensk nyckelharpist. Hon blev 1991 riksspelman i nyckelharpa med utlåtandet "För traditionsmedvetet spel på silverbasharpa". Hon är gift med konstnären och nyckelharpisten Ingvar Jörpeland.

## Diskografi
- 1992 – Silverbasharpa anno 1992
- 1997 – Slaktar Loberg, Janne i Kärven...
- 1998 – Folk Acts Sweden (BGS 8704).[6]

## Utmärkelser
- 1994 – Världsmästare i Gammelharpa.[7]
- 1996 – Världsmästare i Gammelharpa.[7]